# Géza Székány
Géza Székány, né le 27 novembre 1886 ou le 25 mars 1890 à Budapest et mort le 6 mars 1958, est un joueur international et entraîneur hongrois de football.
Il est le frère de Kalman Székány, entraîneur de football lui aussi, qui exerce à la même époque en France.

## Carrière
Székány joue au poste d'ailier au 33 FC, club de Budapest évoluant en championnat de Hongrie. Székány dispute un match avec l'équipe nationale hongroise, en janvier 1911 contre l'Italie. Il semble jouer dans le même club de 1902 à 1918, mais de façon régulière de 1904 à 1907 puis de 1910 à 1914. Après sa carrière de joueur, il est empêché dans son souhait de devenir arbitre car il doit porter des lunettes.
Il devient finalement entraîneur. En 1926, il dirige le club de Pesterzsébet, à Budapest. Puis il émigre et exerce à l'Union Saint-Gilloise, en Belgique, vraisemblablement à partir 1927,, puis pour la Fédération belge. En 1930, il entraîne le Genoa 1893 en Italie. Avec les Rossoblu, il participe à la Coupe Mitropa et termine quatrième du championnat en 1930-1931.
En novembre 1932, Géza Székány est nommé par l'Olympique d'Alès en France, alors mal engagé dans la première édition du championnat de France professionnel, - tandis que son frère entraîne le Stade rennais, dans le même groupe. Malgré les progrès de ses joueurs sur le terrain, il ne peut empêcher la relégation du club en deuxième division en fin de saison.
Une source indique qu'il signe en 1933 au SC Fives, qui évolue en première division, mais cela n’apparaît pas dans les sources d'époque (le joueur anglais George Berry faisant alors a priori office d’entraîneur-joueur). Il est par contre bien recruté comme entraîneur par le FC Antibes à partir de novembre 1934,. Il exerce au Budapesti LASz en Hongrie en 1935, puis revient en France, au Stade quimpérois, en 1936,.
En 1933 il épouse à Cannes la Néo-Zélandaise Rosi Ralph (Napier),. En 1938, après un an en Angleterre, ils visitent la Nouvelle-Zélande. En 1940, il est l’entraîneur d'une sélection de joueurs d'Auckland opposée à une équipe homologue de Wellington. Il a peut-être ensuite émigré définitivement en Nouvelle-Zélande, mais le lieu de son décès ne semble pas connu.